# Żeglarstwo na Letniej Uniwersjadzie 2019
Zawody żeglarskie w ramach Letniej Uniwersjady 2019 zostały rozegrane w dniach 8-12 lipca 2019 r. w Circolo Italia w Neapolu. 

## Medaliści
| Konkurencja | Złoto     | Srebro  | Brąz       |
| ----------- | --------- | ------- | ---------- |
| Match race  | Finlandia | Austria | Singapur 2 |

## Źródła
1. ↑  Handbook - Sailing [online].
2. ↑  Medalists [online] [dostęp 2019-07-14] [zarchiwizowane z adresu 2019-07-14].